# سلمى الجابري
سلمى الجابري، مؤلفة و كاتبة سعودية. ولدت في الدوحة. مؤلفة رواية ديجافو وكاتبة سابقة بجريدة عكاظ وعدة صحف إلكترونية.

## السيرة الذاتية
ولدت الكاتبة و المؤلفة العودية سلمى الجابري في الدوحة، و هي مؤلفة رواية ديجافو و رواية أشباه رجال، وكاتبة سابقة بجريدة عكاظ وعدة صحف إلكترونية، كما أنها كاتبة أسبوعية في مجلة سيدتي. الكتابة لديّها ليست مُتنفساً فقط بل هي لغة كاملة تعكس ما نتمناه من خلال الأبجدية. تكتب سلمى الجابري كتب و مؤgفات في مواضيع متنوعة منها العلاقات العاطفية.

## أعمال الكاتبة[3]
- لن أرجو منك عودة، دار مدارك للنشر، 2015.[4]
- أشباه رجال، دار الكفاح للنشر و التوزيع، 2013.[5]
- ديجافو، الدار العربية للعلوم ناشرون، 2014.[6]
- لم تجمعنا الأقدار عبثا.[7]